# Dikembe Mutombo
Dikembe Mutombo Mpolondo Martin Mukamba Jean-Jacques Wamutombo, oftast endast kallad Dikembe Mutombo, född 25 juni 1966 i Kinshasa, död 30 september 2024 i Atlanta, Georgia, var en kongolesisk-amerikansk basketspelare. Mutombo spelade som center och vann priset NBA Defensive Player of the Year fyra gånger. Han var avlägsen släkting till fotbollsspelaren Martin Mutumba.